# Nick Park
Nick Park, pseudonimo di Nicholas Wulstan Park CBE RDI (Preston, 6 dicembre 1958), è un animatore, fumettista, produttore cinematografico, sceneggiatore e direttore della fotografia britannico, vincitore di quattro premi Oscar, ideatore dei personaggi di Wallace & Gromit, Shaun, vita da pecora, I primitivi e Galline in fuga.

## Biografia
Nato a Preston, nella contea inglese del Lancashire, ma cresciuto a Penwortham, Nick Park è il terzo dei cinque figli della sarta Mary Cecilia Ashton e del fotografo d'architettura Roger Wulstan Park.
Park ha frequentato la scuola Cuthbert Mayne High School (rinominata Our Lady's Catholic High School nel 1988), ha studiato Arte e Design al W. R. Tuson College (Preston's College dal 1989); ha concluso gli studi in Art Communication alla Sheffield City Polytechnic (ora Sheffield Hallam University) nel 1980 e ha proseguito gli studi alla National Film and Television School. Nel 1991 la Sheffield Hallam University gli ha conferito il dottorato honoris causa. Successivamente gli è stata intitolata la biblioteca del dipartimento di arte e design del Preston College, attualmente denominata Nick Park Library Learning Centre.
Sin dall'infanzia Park ha mostrato interesse per l’arte, il disegno e le invenzioni (interesse che lo accomunava al padre); era un appassionato de Gli antenati e degli effetti realizzati da Ray Harryhausen nel film del 1966 Un milione di anni fa.
Utilizzando la videocamera e le bobine di cotone di sua madre, a 13 anni Park ha realizzato un film d’animazione su un uomo preistorico e un dinosauro chiamati Murphy e Bongo; inoltre ha inviato al famoso programma britannico per ragazzi Blue Peter una bottiglia sputa-lana da lui creata. All'età di 16 anni ha partecipato al concorso Young Animator, indetto dalla BBC2, con il cortometraggio Archie's Concrete Nightmare, andato poi in onda sulla BBC nel 1975.

### Carriera
(Nick Park, a Emily Zemler su "Thrillist",15 febbraio 2016)
Nel 1982, per il progetto di laurea alla National Film and Television School, Nick Park ha iniziato a lavorare all'idea di un cortometraggio realizzato usando la tecnica della plastilina animata. L'azienda Harbutt's Plasticine Ltd. gli ha fornito la plastilina, da essa brevettata, accettando in cambio di essere citata nei crediti del film, come proposto da Park. I protagonisti del cortometraggio erano un inventore distratto e il suo cane: Wallace & Gromit. Park ha chiesto all'attore Peter Sallis di prestare la voce a Wallace, dietro un compenso di cinquanta sterline. Il cortometraggio, intitolato Una fantastica gita (A Grand Day Out), è stato prodotto solo nel 1989 dall'Aardman Animations, lo studio di animazione con sede a Bristol che aveva assunto Park nel 1985.
Poco dopo l'assunzione nella Aardman come animatore, Nick Park ha preso parte alla realizzazione del video Sledgehammer di Peter Gabriel, animando i polli danzanti; il video ha vinto nove Video Music Awards nel 1987 ed è il videoclip più trasmesso nella storia di MTV. Nel 1986, Stephen R. Johnson, regista di Sledgehammer, ha ricevuto l’incarico di dirigere la prima stagione di uno spettacolo televisivo americano creato da Paul Reubens, il Pee Wee’s Playhouse. Johnson ha coinvolto Park e i suoi colleghi della Aardman Peter Lord, Dave Sproxton e Richard Starzak nella realizzazione di alcuni sketch, tra cui quelli di Penny, una bambina fatta d’argilla con gli occhi a forma di una monetina da un penny.
Nel 1989 è uscito il corto Interviste mai viste (Creature Comforts), ideato e diretto da Park nell'ambito della serie Lyp Sync per la rete Channel 4. Si tratta di un falso documentario in cui degli animali vengono intervistati. Originariamente le domande erano state poste a un gruppo eterogeneo di britannici su temi di attualità come il cibo e il Natale; successivamente Park ha avuto l'idea di mantenere le voci e le risposte originali, facendole "interpretare" da animali selvatici e domestici nel loro ambiente naturale.
L'anno successivo Nick Park ha collaborato con Phil Rylance, Paul Cardwell e l'agenzia GGK per sviluppare la campagna pubblicitaria dell'azienda Heat Electric basandosi su Interviste mai viste: ne è derivata una serie di spot da 30 secondi. Interviste mai viste ha ricevuto un Premio Oscar nel 1991 nella categoria Miglior cortometraggio d'animazione, la stessa in cui era stata nominata anche Una fantastica gita durante la medesima edizione. Tra il 2003 e il 2006 Interviste mai viste è diventata una serie diretta da Richard Goleszowski per la ITV.

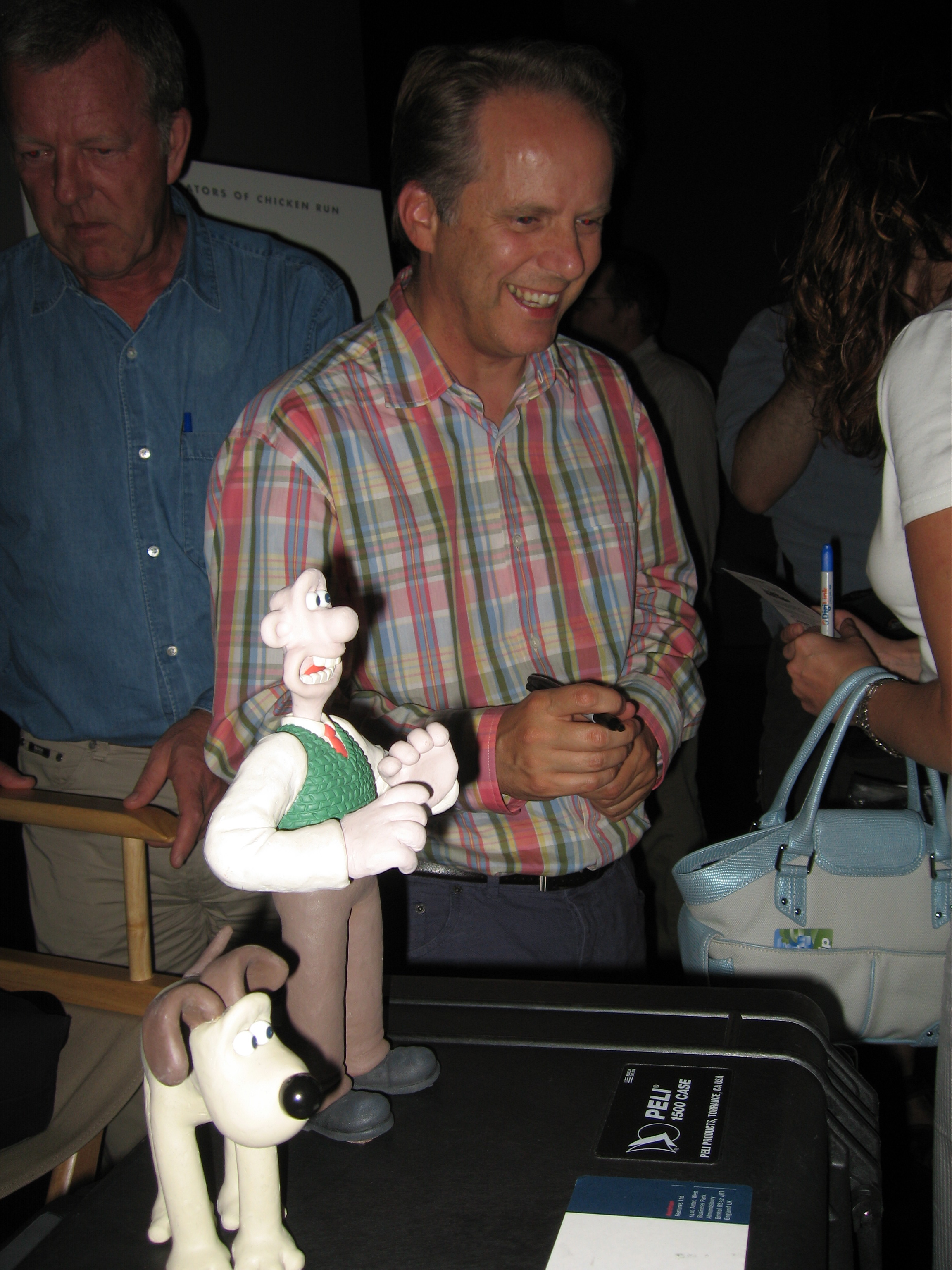
Wallace, Gromit e il loro creatore Nick Park

Park è tornato a lavorare alle storie di Wallace e Gromit con I pantaloni sbagliati (1993) e Una tosatura perfetta (1995), entrambi insigniti di un Premio Oscar.
Nel 1998 Park ha partecipato al Blue Peter e ricevuto il Blue Peter badge d'oro da Stuart Mill dopo l'intervista con Katy Hill, entrambi presentatori del programma. Il premio viene attribuito alle persone che si distinguono per il loro impatto positivo sui giovani.
Nel 2000 la Aardman si è unita alla DreamWorks Animation per realizzare Galline in fuga, il primo lungometraggio di Park, co-diretto con il collaboratore Peter Lord, co-fondatore della Aardman. Dopo un'esperienza "stressante" a causa di divergenze sui punti di vista e il rifiuto di cedere i diritti di Wallace e Gromit, Park e lo studio Aardman hanno concluso la collaborazione con DreamWorks.
Dopo cinque anni di lavorazione, nel 2005 l'animatore britannico ha diretto Wallace & Gromit - La maledizione del coniglio mannaro, anch'esso premiato con un Premio Oscar al Miglior cortometraggio d'animazione.
Ha doppiato se stesso nell'episodio Papà incacchiato (I Am Furious (Yellow)) de I Simpson nel 2011: nel cameo il suo personaggio viene nominato alla notte degli Oscar con il film Better Gnomes and Gardens (una parodia del suo film Wallace & Gromit - La maledizione del coniglio mannaro). Nello stesso anno ha debuttato alla direzione di un video musicale con il brano Plain Song del gruppo Native and the Name, dei cui membri è un amico di famiglia; ha partecipato, inoltre, al programma radiofonico Desert Island Discs.
L'anno successivo sir Peter Blake lo ha incluso fra le icone britanniche apparse nella nuova versione della copertina del Sgt. Pepper's Lonely Hearts Club Band dei Beatles. Park ha scritto l'episodio 20 della serie BBC Proms, Prom 20: Wallace & Gromit's Musical Marvels; ha diretto lo spot Walace & Gromit: Jubilee Bunt-a-thon, nell'ambito di un progetto del National Trust per la celebrazione del Giubileo di diamante di Elisabetta II del Regno Unito.
Nel 2018 è uscito il film I primitivi, di cui è produttore esecutivo e autore del soggetto. L'opera è stata realizzata in collaborazione con Merlin Crossingham e Will Becher.
Nel 2022 Nick Park ha annunciato i futuri progetti: un nuovo episodio con protagonisti Wallace e Gromit (in collaborazione con Mark Burton e Merlin Crossingham) e il sequel di Galline in fuga dal titolo Chicken Run: Dawn of the Nugget.

### Vita privata
Nick Park ha sposato la contabile Margaret "Megs" Connelly al Gibbon Bridge Hotel a Chipping, nel settembre 2016. Ha dichiarato di non essere uno sportivo, pur seguendo i Mondiali di calcio e avendo giocato a pallavolo e a badminton da giovane.

## L'amicizia con Hayao Miyazaki
Hayao Miyazaki e Nick Park hanno più volte espresso la reciproca amicizia, stima e vicinanza artistica. Park ha dichiarato:
Dopo aver visitato l'Aardman Animations durante la promozione del Il castello errante di Howl, Miyazaki ha ricevuto Park nel suo Studio Ghibli e nel relativo Museo Mitaka nei giorni della 18ª edizione del Tokyo International Film Festival (2005). Nell'ambito dell'evento i due animatori hanno partecipato insieme a un talk dedicato all'animazione, tenutosi al Tokyo Press Conference del Roppongi Hills Mori Tower, a cui è seguita la proiezione di Wallace & Gromit - La maledizione del coniglio mannaro. Park ha donato al regista un busto d'argilla che lo raffigurava, realizzato alla Aardman. L'anno seguente Lo Studio Ghibli ha ospitato una mostra dedicata ai lavori dello studio britannico.
Toshio Suzuki ha rivelato che l'amicizia con Park è stata determinante nella scelta senza precedenti di consentire l'adattamento teatrale de Princess Mononoke. Nel 2012, infatti, il regista britannico ha inviato un video contenente la presentazione del progetto e della compagnia teatrale che l'aveva ideata, ossia la Whole Hog Theatre del Warwickshire, diretta dalla regista Alexandra Rutter. Suzuki e Miyazaki hanno accettato la proposta dopo una breve visione e una conversazione telefonica con Park.

## Curiosità
- Il 19 ottobre 1996 Park ha accidentalmente dimenticato una scatola contenente delle miniature d'argilla di Wallace e Gromit in un taxi a New York, dove si trovava per promuovere Una tosatura perfetta. Il regista ha sporto denuncia, contattato la stazione dei taxi, pubblicato un annuncio sui giornali e sulla radio, promettendo una ricompensa. Il lunedì successivo il tassista, tornato in servizio, ha restituito il prezioso carico dopo aver letto l'annuncio sul The New York Times.[45][46]
- Il 10 ottobre 2005 un incendio è divampato negli archivi della Aardman Animation, causando la perdita di alcuni modelli e materiali usati per il lavoro di Park, tra cui alcuni legati alla produzione di Galline in fuga.[47]

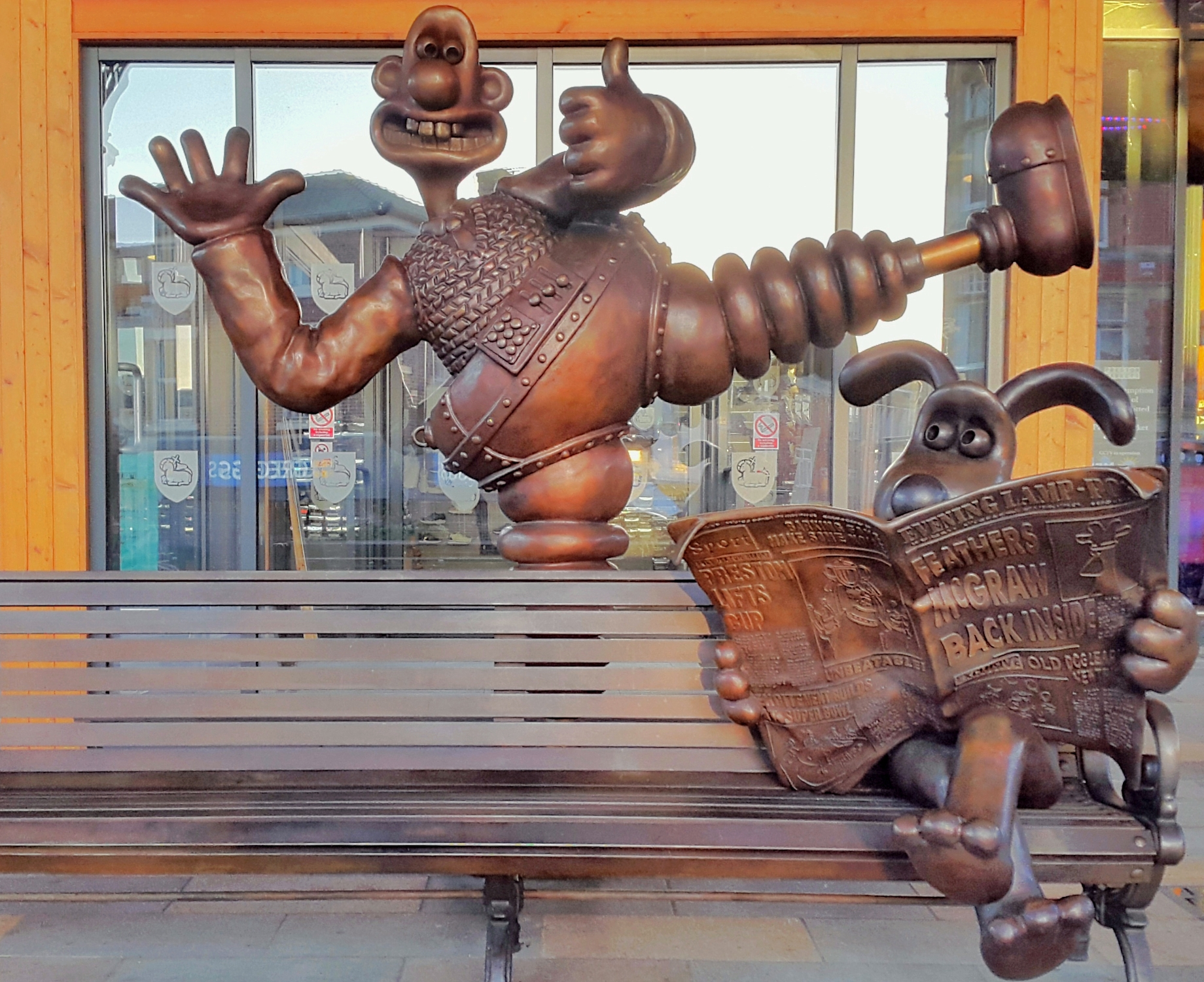
La scultura di Wallace e Gromit davanti al Mercato di Preston.

- La collezione d'arte Royal Collection della famiglia reale britannica include un modello di Wallace, Gromit e Morph realizzati da Park e dai suoi colleghi e consegnati personalmente alla regina Elisabetta II, grande ammiratrice del cartone animato assieme alla sua famiglia.[9][48] L'animatore ha anche pranzato accanto alla regina durante un ricevimento a Buckingham Palace.[49]
- Park è stato direttore dell'organizzazione benefica Wallace & Gromit's Children's Foundation dal 2013 al 2017.[50]
- Il 10 settembre 2021 è stata inaugurata una scultura ispirata a I pantaloni sbagliati con protagonisti Wallace e Gromit davanti al Preston Market Hall di Preston, città natale di Park, che ne è cittadino onorario. La scultura è stata disegnata da Nick Park e dalla sua squadra alla Aardman Studios e realizzata dallo scultore Peter Hodgkinson con la fonderia gallese Castle Fine Arts Foundry. L'opera è stata finanziata da fondi governativi stanziati tramite il Comune di Preston, che l'ha inclusa fra le attrazioni della città, incoraggiando i turisti a sedersi sulla panchina per farsi una foto.[51][52]

## Filmografia

### Regista

#### Cinema
- Una tosatura perfetta (A Close Shave) (1995)
- Wallace & Gromit ed altre storie (Wallace & Gromit: The Best of Aardman Animation) (1995)[53]
- Galline in fuga (Chicken Run) (2000)
- Wallace & Gromit - La maledizione del coniglio mannaro (Wallace & Gromit - The Curse of the Were-Rabbit) (2005)
- I primitivi (Early Man) (2018)
- Wallace & Gromit - Le piume della vendetta (Wallace & Gromit - Vengeance Most Fowl) (2024)

#### Televisione
- Interviste mai viste (Creature Comforts) – serie TV, 26 episodi (1989)
- 100 greatest cartoons (2005)

#### Cortometraggi
- Walter goes fishing – Video (1971)
- Rat and the beanstalk – Video (1971)
- Archie’s Concrete Nightmare (1974)
- Creature comforts (1989)
- Una fantastica gita (A Grand Day Out) (1989)
- I pantaloni sbagliati (The Wrong Trousers) (1993)
- Questione di pane o di morte (A Matter of Loaf and Death) (2008)

#### Videogiochi
- Chicken Shoot, regia di Nick Park e Peter Lord (2007)

### Sceneggiatore

#### Cinema
- Interviste mai viste (Creature comforts) – cortometraggio (1989)
- Wallace and Gromit - Una fantastica gita – cortometraggio (1989)
- I pantaloni sbagliati – cortometraggio (1993)
- Wallace and Gromit - Una tosatura perfetta – cortometraggio (1995)
- Galline in fuga (2000)
- Wallace & Gromit - La maledizione del coniglio mannaro (2005)
- Wallace and Gromit - Questione di pane o di morte – cortometraggio (2008)
- Shaun, Vita da Pecora - Il Film (2015)
- I primitivi (2018)
- Shaun, Vita da Pecora: Farmageddon - Il Film (2019)

#### Televisione
- Wallace & Gromit's Cracking Contraptions – serie TV, 10 episodi (2002)
- Interviste mai viste – serie TV, 26 episodi (2003-2006)
- Wallace and Gromit's World of Invention – serie TV, 6 episodi (2010)
- BBC Proms. - Prom 20: Wallace & Gromit's Musical Marvels – serie TV, episodio 1x20 (2012)
- Shaun, vita da pecora – serie TV, 129 episodi (2007–2014)
- Shaun, vita da pecora: avventure a Mossy Bottom – serie TV, 10 episodi (2020)
- Shaun the Sheep: The Flight Before Christmas (2021)

#### Pubblicità
- DFS: The Great Sofa Caper, regia di Magdalena Osinska (2019)

#### Videogiochi
- Wallace & Gromit Fun Pack (1996)
- Chicken Run (2000)
- Wallace & Gromit's Grand Adventures: The Last Resort (2009)
- Wallace & Gromit's Grand Adventures: Muzzled! (2009)
- Wallace & Gromit's Grand Adventures: The Bogey Man (2009)
- Wallace & Gromit's Grand Adventures: Fright of the Bumblebees (2009)

### Produttore
- Piccolo grande Timmy – serie TV, 40 episodi (2009-2011)
- Galline in fuga (2000)
- I primitivi (2018)

### Produttore esecutivo
- Stage fright – cortometraggio (1997)
- Interviste mai viste – serie TV, 26 episodi (2003-2006)
- Creature Comforts (Versione USA) – serie TV, 2007
- Wallace and Gromit's World of Invention – serie TV, 6 episodi (2010)
- Shaun, vita da pecora – serie TV, 48 episodi (2007–2010)
- Shaun, vita da pecora: avventure a Mossy Bottom – serie TV, 10 episodi (2020)
- Shaun, vita da pecora: I lama in fattoria  – film TV (2015)
- Shaun the Sheep: The Flight Before Christmas (2021)

### Doppiatore
- I Simpson – serie TV, episodio 22x14 (2011)
- Shaun, vita da pecora - Il film (2015)
- I primitivi (Early Man) (2018)

## Riconoscimenti
- Premio Oscar
  - 1991 – Candidatura a Miglior cortometraggio d'animazione per Una fantastica gita
  - 1991 – Miglior cortometraggio d'animazione per Creature comforts
  - 1994 – Miglior cortometraggio d'animazione per I pantaloni sbagliati
  - 1996 – Miglior cortometraggio d'animazione per Una tosatura perfetta
  - 2006 – Miglior film d'animazione per Wallace & Gromit - La maledizione del coniglio mannaro
  - 2010 – Candidatura al Miglior cortometraggio d'animazione per Questione di pane o di morte
- BAFTA
  - 1990 – Miglior film animato per Una fantastica gita
  - 1990 – Candidatura a Miglior film d'animazione per Interviste mai viste (con Sara Mullock)
  - 1994 – Miglior film animato per I pantaloni sbagliati (con Christopher Moll)
  - 1996 – Migliore animazione per I pantaloni sbagliati (con Carla Shelley e Michael Rose)[54]
  - 2001 – Candidatura al Premio Alexander Korda per il miglior film britannico per Galline in fuga (con Peter Lord e David Sproxton)
  - 2004 – Candidatura al Premio a un programma di commedia o serie per Interviste mai viste', episodio "Cats or dogs" (con Julie Lockhart e Richard Starzak)
  - 2006 – Premio dei bambini al Miglior film per Wallace & Gromit - La maledizione del coniglio mannaro (con Steve Box, Peter Lord, David Sproxton)
  - 2006 – Premio Alexander Korda per il miglior film britannico per Wallace & Gromit - La maledizione del coniglio mannaro (con Claire Jennings, David Sproxton, Steve Box, Mark Burton, Bob Baker)
  - 2009 – Miglior cortometraggio d'animazione per Questione di pane o di morte (con Steve Pegram, Bob Baker)
- Primetime Emmy Awards
  - Candidatura al Premio per l'Eccezionale programma d'animazione (per una programmazione inferiore a un'ora) per Creature Comfort (USA)
- Algarve film Festival
  - 1997 – Gran Premio della Città di Portimão per Una tosatura perfetta
- Amanda Awards
  - 2001 – Candidatura al miglior film straniero per Galline in fuga
- Anima Mundi Animation festival
  - 1996 – Premio del pubblico per Una tosatura perfetta
- Annecy International Animated Film Festival
  - 1991 – Premio speciale della Giuria per Creature comforts
  - 1997 – Premio del pubblico per Una tosatura perfetta
  - 2006 – Candidatura al Premio Cristal per Wallace & Gromit - La maledizione del coniglio mannaro
  - 2009 – Premio Annecy Cristal per Questione di pane o di morte
- Annie Award
  - 2000 – Candidatura a Eccezionale risultato individuale per la regia in una produzione di un lungometraggio d'animazione per Galline in fuga
  - 2006 – Miglior sceneggiatura in una produzione di film d'animazione per Wallace & Gromit - La maledizione del coniglio mannaro
  - 2006 – Migliore regia in una produzione di film d'animazione per Wallace & Gromit - La maledizione del coniglio mannaro
  - 2006 – Miglior illustrazione di un personaggio in una produzione di film d'animazione perWallace & Gromit - La maledizione del coniglio mannaro
  - 2009 – Premio Winsor McCay per il contributo all'arte dell'animazione
  - 2019 – Candidatura al Miglior risultato per la regia in una produzione di lungometraggi d'animazione per I primitivi
- Århus Film Festival
  - 1997 – Premio del pubblico per Una tosatura perfetta
- Bodil Award
  - 2001 – Candidatura al miglior film Non americano per Galline in fuga
  - 2006 – Candidatura al miglior film Non americano per Wallace & Gromit - La maledizione del coniglio mannaro
- British Animation Awards
  - 2002 – Miglior film europeo per Galline in fuga (a pari merito con Kirikù e la strega Karabà)[55][56]
- Broadcasting Press Guild Award
  - 2009 – Candidatura al Premio Gilda della Stampa radiotelevisiva per Questione di pane o di morte
- Cartoon Forum
  - 1991 – Premio Cartoon d'or per Creature comforts
  - 1994 – Premio Cartoon d'or per I pantaloni sbagliati
  - 2009 – Candidatura al Premio Cartoon d'or per Questione di pane o di morte
- Chicago International Children's Film Festival
  - 1996 – Premio della giuria di animazione al Regista eccezionale per Una tosatura perfetta
  - 1996 – Premio della giuria dei bambini al Cortometraggio o video animato per Una tosatura perfetta
  - 2009 – Candidatura al Premio della giuria dei bambini al cortometraggio o video animato per Questione di pane o di morte
- Clermont-Ferrand International Short Film Festival
  - 1991 – Menzione speciale della giuria alla Competizione internazionale per Creature comforts
  - 1994 – Premio del pubblico alla Competizione internazionale per I pantaloni sbagliati
  - 1994 – Premio della stampa alla Competizione internazionale per I pantaloni sbagliati
  - 1994 – Menzione speciale della giuria alla Competizione internazionale per I pantaloni sbagliati
- Danish Film Award
  - 2001 – Candidatura al miglior film non americano per Galline in fuga
- Empire Awards
  - 2001 – Candidatura al Miglior regista britannico per Galline in fuga
  - 2001 – Candidatura al Miglior debutto per Galline in fuga
  - 2006 – Miglior regista per Wallace & Gromit - La maledizione del coniglio mannaro (con Steve Box)
- European Film Awards
  - 2000 – Candidatura al Premio al film europeo per Galline in fuga
  - 2006 – Candidatura al Premio scelta del Pubblico per Wallace & Gromit - La maledizione del coniglio mannaro
  - 2018 – Candidatura al Premio al film animato europeo per I primitivi
- Evening Standard British Film Awards
  - 2001 – Premio Peter Sellers per la Commedia per Galline in fuga (con Peter Lord)
  - 2006 – Premio speciale per il suo contributo al cinema britannico
- Ft. Lauderdale International Film Festival
  - 1996 – Premio della giuria al Miglior cortometraggio per Una tosatura perfetta
- Premio Goya
  - 2001 – Candidatura al Miglior film europeo per Galline in fuga (con Peter Lord)
- Hiroshima International Animation Festival
  - 1990 – Categoria G - più lunga di 15 minuti ma inferiore a 30 per Una fantastica gita
  - 1990 – Speciale Premio della giuria per Creature Comforts
  - 1994 – Categoria G - più lunga di 15 minuti ma inferiore a 30 per I pantaloni sbagliati
- Hugo Awards
  - 2001 – Candidatura alla Migliore rappresentazione drammatica per Galline in fuga
  - 2006 – Candidatura alla Migliore rappresentazione drammatica per Wallace & Gromit - La maledizione del coniglio mannaro
- InDpanda International Film Festival
  - 2009 – Candidatura al Premio della giuria al Miglior cortometraggio per Questione di pane o di morte
- International Online Cinema Awards (INOCA)
  - 2006 – Miglior film animato per I primitivi
  - 2018 – Candidatura al Premio Halfway al miglior film animato per Wallace & Gromit - La maledizione del coniglio mannaro
- Krok International Films Festival
  - 2001 – Premio per la categoria di 30 minuti o più lunghe per Galline in fuga
- London Critics Circle Film Awards
  - 2001 – Premio 40º anniversario
  - 2020 – Candidatura al Premio ALFS al Produttore Britannico dell'anno per Galline in fuga
- Los Angeles Film Critics Association
  - 1996 – Premio al Migliore animazione per I pantaloni sbagliati, Una fantastica gita, Una tosatura perfetta
  - 2000 – Migliore animazione per Galline in fuga
  - 2005 – Migliore animazione per Wallace & Gromit - La maledizione del coniglio mannaro
- Munich International Festival of Film Schools
  - 1990 – Premio della Giuria per Una fantastica gita
- National Cartoonist Society
  - 2005 – Premio NCS Division Film d'animazione
- Odense International Film Festival
  - 1995 – Premio della giuria dei giovani per I pantaloni sbagliati
- Online Film & Television Association
  - 2001 – Miglior film d'animazione per Galline in fuga 
  - 2006 – Miglior film d'animazione per Wallace & Gromit - La maledizione del coniglio mannaro
- Ottawa International Animation Festival
  - 1990 – Candidatura al Gran premio per Creature comforts
  - 1994 – Premio del Pubblico per I pantaloni sbagliati
  - 1994 – Gran premio per I pantaloni sbagliati
  - 1996 – Premio per  Una tosatura perfetta
- Palm Springs International ShortFest
  - 1996 – Premio della Giuria al Miglior film d'animazione per  Una tosatura perfetta 
  - 1996 – Premio del Pubblico al Miglior film d'animazione per  Una tosatura perfetta
- Producers Guild of America Awards
  - 2006 – Eccezionale produttore di film d'animazione teatrale per  Wallace & Gromit - La maledizione del coniglio mannaro
- Phoenix Film Critics Society Awards
  - 2005 – Miglior film animato per Wallace & Gromit - La maledizione del coniglio mannaro
- Seattle International Film Festival
  - 1994 – Premio Golden Space Needle al Miglior cortometraggio per I pantaloni sbagliati
- Sydney Film Festival
  - 2003 – Premio del pubblico al Miglior cortometraggio per I pantaloni sbagliati
- Tampere Film Festival
  - 1994 – Migliore animazione in una competizione internazionale per I pantaloni sbagliati
  - 1996 – Gran Prix per I pantaloni sbagliati
- Semana Internacional de Cine de Valladolid
  - 1993 – Premio speciale della giuria al Miglior Cortometraggio per I pantaloni sbagliati
- Venice TV Award
  - 2020 – Candidatura al Miglior Serie per bambini / adolescenti per Shaun the Sheep: Adventures from Mossy Bottom
- World Animation Celebration
  - 1997 – Miglior animazione in passo uno prodotto da un professionista per Una tosatura perfetta
- Zagreb World Festival of Animated Films
  - 1994 – Premio Grand Prize per I pantaloni sbagliati
  - 1996 – Preferito da Internet per Una tosatura perfetta

## Onorificenze
Nick Park è anche recipiente dell'onorificenza Royal Designers for Industry (2006), assegnato a coloro che si distinguono per l'eccellenza conseguita nel design per l'industria.